# Politiska Journalen
Politiska Journalen var en tidning inriktad på skildringar av utlandet, utgiven i Stockholm under tiden 15 juli 1791 till 15 oktober 1791. Tidningsutgivare var C. C. Gjörwell. Innehållet i tidningen beskrevs som Staternes nu warande både Kännedom och Händelser.

## Tryckning
Tidningen trycktes med frakturstil  av J. A. Carlbohm hela tiden. Tidningen kom ut en gång i veckan med hela 16 sidor i oktavformat 14,4 x 7,6  cm. 11 nummer kom ut under de tre månaderna sammanlagt 176 sidor. Priset för 25 nummer var satt till 24 skilling specie.

## Redaktion
Tidningen distribuerades av Historiska Bokhandeln i Stockholm. De flesta artiklarna i denna journal var öfversättningar av Gottlob Benedikt von Schirachs Politisches Journal. Tidningen var komplement till tidningen Svenska Archivum, som endast behandlade svenska förhållanden. Tidningen lämnade underrättelser om händelser utanför Sverige. Då tidningen upphörde den 15 oktober 1791 återlämnades till prenumeranterna 16 skilling som ersättning för de felande numren.

## Innehåll
Gjörwell presenterar verket med detta: Företal. / Då den Historiske Bokhandeln sökt och söker upwakta det Swenska Almänna med Arbeten uti flera Grenar af Historien, så bör wäl den aldraminst saknas, som omfattar Staternes nu warande både Kännedom och Händelser, det wil säga: Nyaste Stats-Kunskapen, och Nyaste Stats-Historien. / De meddelas således uti detta Arbete, och hwilket man gifwit Namn af den Politiska Journalen, dels efter des hufwudsakeligaste Innehåll är enahanda med det uti Hr Etats-Rådet G. B. von Schirachs så almänt bekanta och begärliga, samt i Hamburg utgående Politisches Journal, dels efter de fleste Artiklar utur densamma här öfwersättas: så at den Swenska Journalen är nästan at anse såsom en blott Öfwersättning af den Tyska. / [...] Denna Journal utgår uti Band och Stycken, hwarje Stycke bestående af et helt Ark, och 25 Stycken utgörande et helt Band. Prenumerationen på hwarje sådant Band består uti 24 Skillingar. / [...] Man söker således endast Sanningen; äfwen som framför alt yrkas på: Ordning och Lydnad uti Samhällen. Arbetet kan således för alla blifwa brukbart, blifwa en nyttig Bok at både läsa och rådföra af Äldre och Yngre. Til den ändan förses ock hwarje Band med sit Register. / Stockholm d. 1 Jul. 1791.
När tidningen slutade utkomma skrev Gjörwell: Til Läsaren. / Denne Politiska Journal, börjad under de ännu fortwarande Krigs-lågorne och Stats-brytningarne, slutas härmedelst, sedan, til Mänsklighetens Lycksalighet, den efterlängtade Pacifications-Stunden infallit, medelst Freder, Conventioner och Acceptationer i Czistowe, Galacz, Pilnitz och nu äfwen i sjelfwa Paris; således torde det Swenska Almänna kunna ombära denna Journal, åtminstone ombärer Förlags-Huset densamma gerna: det skal upwagta samma wördade Almänhet med andre nyttige, gode och glade Arbeten. Resp. Prenumeranterne behagade fördenskull uti underteknad Bokhandel låta afhämta den ifrån des sida skyldiga Återstoden af Förskottet på denne Del af Journalen, som kostar häftad 16 ss. / Historiska Bokhandeln.